# Emanuel Herrera
Emanuel Herrera (* 13. April 1987 in Fighiera) ist ein argentinischer Fußballspieler.

## Vereinskarriere

### Karrierebeginn in Argentinien und Chile
Emanuel Herrera kam aus der Jugendabteilung von Rosario Central, einem Verein aus der Nähe seiner Heimatstadt Fighiera. Dort konnte er sich jedoch nicht für die erste Mannschaft empfehlen und wurde mehrfach an andere Klubs verliehen – zunächst im Jahr 2008 an die Chacarita Juniors, danach an Sportivo Italiano und an den CA Patronato. Bei allen drei argentinischen Zweitligisten konnte sich der Stürmer jedoch nicht durchsetzen und schoss auch keine Tore im Ligabetrieb. Auf Empfehlung seines Agenten entschied sich Herrera für einen Wechsel in das benachbarte Chile. Beim Zweitligisten CD Concepción fand er eine neue Anstellung und konnte endlich sein Potential abrufen. Mit dem Klub erreichte er den dritten Tabellenplatz und schoss 27 Tore in 35 Spielen. Sowohl in der Torneo Apertura als auch in der Torneo Clausura wurde er mit 11 bzw. 16 Treffern Torschützenkönig. Nach dieser erfolgreichen Spielzeit wurde der Argentinier vom chilenischen Erstligisten Unión Española verpflichtet. Auch in der ersten Liga wurde Herrera mit 11 Treffern bester Torschütze in der Apertura. In der Copa Libertadores 2012 erreichte er zudem das Achtelfinale, in dem Unión Española an den Boca Juniors scheiterte.

### HSC Montpellier
Am 6. Juli 2012 wechselte er nach Europa und sollte beim amtierenden französischen Meister HSC Montpellier den abgewanderten Torjäger Olivier Giroud ersetzen. Am 2. Spieltag der Saison erzielte Herrera bei der 1:2-Niederlage gegen den FC Lorient den ersten Treffer für seinen neuen Verein. Nach einem weiteren Tor beim 3:1-Sieg über den FC Sochaux am 4. Spieltag kam er in den folgenden Monaten zunächst nur noch als Joker zum Einsatz. Erst am 18. Spieltag gelang Herrera beim ungefährdeten 4:0-Sieg über den SC Bastia ein weiterer Treffer. In diesem Spiel kam er erstmals über die vollen 90 Minuten zum Einsatz. In der UEFA Champions League 2012/13 scheiterte er mit Montpellier bereits in der Gruppenphase. Im letzten Gruppenspiel gegen den deutschen Vertreter FC Schalke 04 erzielte er am 4. Dezember 2012 den 1:1-Endstand und sein erstes Tor im wichtigsten europäischen Vereinswettbewerb.

### Wechsel nach Lateinamerika
Am 10. Januar 2014 wechselte Herrera per Leihe zum mexikanischen Erstligisten UANL Tigres. Sein Debüt feierte Herrera am 1. Februar 2014, als er in der zweiten Halbzeit beim Lokalderby gegen den CF Monterrey eingewechselt wurde. Bereits am 4. Februar erzielte Herrera bei der Copa México zwei Tore gegen UAT Correcaminos. Am 26. Februar gelang ihm bei einem Gruppenspiel der Copa México ein Hattrick gegen Puebla FC. Im Halbfinale der Copa México erzielte er das 3:0 für UANL Tigres und erreichte somit das Finale. Im Finale besiegte man Alebrijes de Oaxaca FC mit einem 3:0 und gewann folglich den mexikanischen Pokal, Herrera wurde mit sechs erzielten Toren der zweitbeste Torschütze des Turniers.
In der Sommerpause wechselte Herrera ablösefrei zum CS Emelec.

## Erfolge

### Verein
UANL Tigres
- Mexikanischer Pokalsieger: Clausura 2014

CS Emelec
- Ecuadorianischer Meister (2): 2014, 2015

Sporting Cristal
- Peruanischer Meister: 2018, 2020

Universitario de Deportes
- Peruanischer Meister: 2023

### Persönlich
- Torschützenkönig der chilenischen Primera División B: Apertura 2011, Clausura 2011
- Torschützenkönig der chilenischen Primera División: Apertura 2012
- Torschützenkönig der peruanischen Primera División: 2020